# Грантли, Гайтон
Гайтон Грантли (англ. Gyton Grantley; 1 июля 1980, Брисбен, Австралия) — австралийский актёр, известный по телесериалу «Отчаянные домохозяева» (2012-2017).

## Биография
Выпустился из Anglican Church Grammar School в 1997 году. В школьные годы играл в регби и занимался греблей. Закончил Квинслендский технологический университет.

## Избранная фильмография
| Год       |   | Русское название            | Оригинальное название | Роль           |
| --------- | - | --------------------------- | --------------------- | -------------- |
| 2007      | с | Домой и в путь              | Home and Away         | Джеймс Далтон  |
| 2008      | с | Тёмная сторона              | Underbelly            | Карл Уильямс   |
| 2009      | ф | Балибо                      | Balibo                | Гэри Каннингем |
| 2010      | ф | Ниже холма 60               | Beneath Hill 60       | Норман Моррис  |
| 2010      | ф | Открытое море: Новые жертвы | The Reef              | Мэтт           |
| 2012—2017 | с | Отчаянные домохозяева       | House Husbands        | Кейн Альберт   |
| 2016      | ф | Месть от кутюр              | The Dressmaker        | Барни МакСуини |